# Gustavus Franklin Swift III
Gustavus Franklin Swift III (* 7. Dezember 1916 in Chicago; † 1. Oktober 1976) war ein US-amerikanischer Archäologe.

## Leben
Gustavus F. Smith stammte aus einer wohlhabenden Chicagoer Familie, sein Großvater Gustavus Swift (1839–1903) war der Gründer der Fleischfirma Swift & Company. Er studierte ab 1935 am Harvard College (A.B. 1939). 1939 begann er das Studium der Archäologie an der Harvard University, nach einer Krankheit wechselte er 1940 zum Studium der ägäischen Archäologie an die University of Cincinnati. 1941 wechselte er zum Studium der Vorderasiatischen Archäologie an die University of Chicago. Von 1941 bis Anfang 1946 leistete er Dienst beim Signal Intelligence Service in Washington. Danach studierte er weiter in Chicago, wo er 1958 promoviert wurde. Seit 1960 war er Mitarbeiter der Ausgrabung in Sardes. 1969 wurde er Kurator des Museums des Oriental Institute der University of Chicago.
Seine Tochter war die Archäologin und Altphilologin Alice Swift Riginos (1941–2019).